# Gruppo ITAS Assicurazioni
Il Gruppo ITAS (Istituto Trentino-Alto Adige per Assicurazioni) è una società mutua assicuratrice.

## Storia e caratteristiche
ITAS Mutua è la compagnia assicurativa più antica d’Italia: è stata fondata nel 1821 nell’allora Tirolo austriaco per far fronte ai danni causati dagli incendi e negli ultimi 200 anni ha continuato a svilupparsi evolvendosi per dare una risposta sempre attuale e puntuale alle esigenze dei suoi 900.000 clienti, che per una Mutua sono soci assicurati. 
Pur mantenendo un forte radicamento al territorio d’origine conservando il suo quartier generale a Trento nel quartiere Le Albere progettato da Renzo Piano, ITAS opera in tutta Italia grazie alla sua capillare rete di 5.000 agenti, subagenti e intermediari e ha altre due importanti sedi operative a Milano e Genova.
Specializzata da sempre nelle coperture dei danni da incendio e altri elementi naturali, nonché nelle altre coperture dei rischi retail in ambito danni, è tra i leader di mercato nella gestione dei rischi legati all’agricoltura, all’ambito previdenza e nel welfare in generale. Particolarmente dinamica nello sviluppo tecnologico con soluzioni all’avanguardia in ambito gestionale, ricerca da sempre l’innovazione anche nei suoi prodotti.
Molto importanti per ITAS sono anche gli interventi nell’ambito del terzo settore che la Compagnia ha sviluppato soprattutto negli ultimi anni. 190 organizzazioni sostenute e 3 milioni di euro di investimenti di comunità locali solo nel 2023 testimoniano non solo l’aiuto concreto della Mutua, ma anche la capacità di fare rete, accompagnando associazioni, cooperative, enti e volontari in un percorso consapevole che ha permesso loro di crescere in modo protetto e sicuro.
Ed è proprio la garanzia di protezione e aiuto reciproco che ha gettato le basi per la nascita di ITAS che, nel tempo, attraverso un’assicurazione di tipo mutualistico, ha mantenuto vivo questo stesso spirito di solidarietà, adattandolo alle mutate esigenze di protezione della società.
Nel 1971, in occasione dei suoi 150 anni, ITAS dà vita al Premio ITAS del Libro di Montagna, giunto nel 2023 alla 50ª edizione.
I numeri di ITAS al primo semestre 2024:
- 639 milioni di euro di patrimonio netto
- 224% coefficiente di solvibilità 
- 13,6 milioni di euro di risultato netto
- 449,4 milioni di euro di raccolta premi
- 1,5 miliardi di euro gestiti dal Fondo Pensione Aperto Plurifonds (e 125 mila iscritti)